# Walter Haubrich
Walter Haubrich (Sessenhausen, Alemania, 25 de agosto de 1935; Madrid, 6 de abril de 2015) fue un periodista alemán, que trabajó en España.

## Trayectoria
Estudió filología románica y literatura alemana en la Universidad Johann Wolfgang Goethe en Fráncfort, completó sus estudios en las universidades de Maguncia, Dijon, Universidad de Salamanca y en la universidad Complutense de Madrid entre 1955 y 1961. Profesor de Lengua y Literatura Alemana, enviado por el Servicio Alemán de Intercambio Académico (DAAD), en la universidad de Santiago de Compostela y en Valladolid. 
Desde 1968 se radicó en España trabajando como corresponsal para el diario alemán Frankfurter Allgemeine Zeitung, redactando no solo noticias procedentes de dicho país, sino también de Portugal y del Norte de África. Fue en este diario que el periodista destacó por sus duras crónicas referidas al periodo final de la España franquista, logrando así alcanzar un gran prestigio y respeto en España. Asimismo colaboraba puntualmente como corresponsal desde 2002 para el Frankfurter Allgemeine Sonntagszeitung, Mallorca Zeitung y Die Zeit, así como para la revista Der Spiegel y en tertulias de Televisión, Radio y prensa digital.
Decano de los periodistas extranjeros en España, Walter Haubrich se desempeñó, además, como corresponsal en París. Fue presidente del Club Internacional de Prensa entre 1973 y 1980. Pasó largas temporadas en Argentina, Bolivia, México, Cuba, Perú y Chile (cubrió el golpe de Estado de Perú, Bolivia y el de Augusto Pinochet en Chile).
Debido a su gran labor periodística, que le valió premios internacionales, Walter Haubrich recibió en 2001 el Premio Francisco Cerecedo, galardón que concede la Asociación de Periodistas Europeos en España.
El 8 de septiembre de 2010 fue homenajeado en el Instituto Goethe de Madrid por su gran labor como informador a favor de la verdad y las libertades de España en su trayectoria desde hace más de 40 años. Con este motivo, destacadas personalidades de la política, la cultura y el periodismo español y alemán le tributaron esta honra.

## Obras
- Los herederos de Franco. [El camino de España hacia el presente (1976)]
- Andalucía (1983)
- Madrid (1987)
- Juan Carlos I. von Spanien. Rede vom 23. Februar 1981 [Juan Carlos I de España y el intento del golpe de Estado del 23 de febrero de 1981, 1992]
- Städte Lateinamerikas [Ciudades de América Latina, 1994]
- Spaniens schwieriger Weg in die Freiheit [El camino difícil de España hacia la libertad, tomo 1 (1995), tomo 2 (1997), tomo 3 (2001), tomo 4 (2005), tomo 5 (2006)]

## Colaboraciones
Ha colaborado en las siguientes obras colectivas:
- Corresponsales extranjeros: En la España de Franco y de la transición - ISSN 1130-3689, Claves de razón práctica, N.º 98, págs. 67-71 (1999)
- Un cruce de miradas - ISBN 84-8373-200-9, págs. 43-64 (1999)
- Reflexiones sobre el presente y el futuro de la información internacional en los medios - ISBN 84-8373-200-9, págs. 163-169 (1999)
- Audiencias fragmentadas para una Europa unida - ISBN 84-8373-200-9, págs. 141-162 (1999)
- La libertad de información en los países europeos - ISBN 84-8373-200-9, págs. 93-116 (1999)
- Perú: medios de comunicación y gobernabilidad - Una perspectiva del Perú, América Latina y Europa, págs. 119-146 (2008)

## Premios y distinciones
- Premio internacional de la universidad alemana de Augsburgo (1986).
- Premio Francisco Cerecedo (2001)
- Premio Club Internacional de Prensa (2007)
- Caballero de la Orden de Isabel la Católica.
- Comendador de la Orden del Mérito Civil.
- Orden del Cóndor de los Andes del Estado Plurinacional de Bolivia.
- Cruz de la Orden del Mérito alemán.
- Premio Club Internacional de Prensa (2010)

## Discursos y entrevistas
- Reverencia en palacio. 25 años después de Franco. El País Digital
- Discurso de Walter Haubrich en la entrega del XVIII Premio de Periodismo “Francisco Cerecedo”
- Entrevista a Walter Haubrich. PRNoticias
- La memoria de la Transición. El decano de los corresponsales, en activo desde 1969, recibe un homenaje. El País
- Entrevista a Walter Haubrich en Asuntos Propios. Rne
- Hemeroteca El País
- Entrevista en radiocable